# Lydia Opienska-Barblan
Lydia Opienska-Barblan, née le 12 avril 1890 à Morges et morte le 3 janvier 1983 dans la même ville, est une musicienne, chanteuse et enseignante vaudoise.

## Biographie

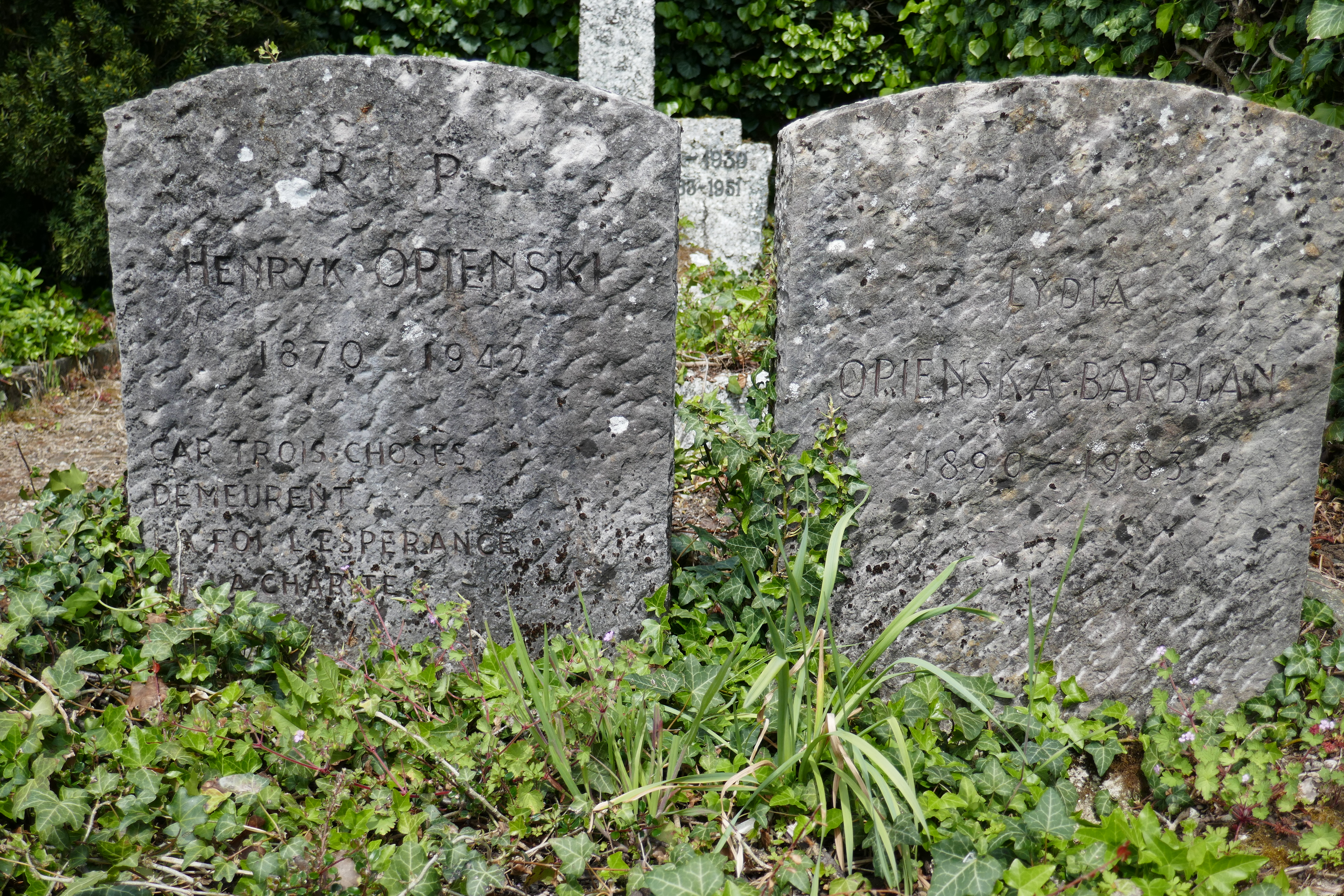
La tombe de Opienska-Balblan (a droit) et de son mari au cimetière de Tolochenaz

Lydia Opienska-Barblan est le neuvième enfant de Jacob Barblan. Elle travaille très tôt le piano et l'harmonie avec Georges Humbert avant de se vouer pleinement à l'étude du chant et de la pédagogie musicale. De 1908 à 1911, elle étudie au Conservatoire de Fribourg-en-Brisgau avec Mme L. Schulze-von Korff puis dès 1914 avec Mme Cléricy-Du Collet à Paris. Elle suit également des cours de composition avec Auguste Sérieyx.
De 1911 à 1914, Lydia Opienska-Barblan enseigne le chant au Conservatoire de Fribourg, puis à Bâle, et dès 1921 au Conservatoire national polonais de Poznań. En 1926, elle rentre en Suisse et enseigne le chant à l'Institut Ribeaupierre à Lausanne. Avec le musicologue polonais Henryk Opienski, qu'elle épouse en 1924, elle fonde l'ensemble Motet et Madrigal. Cet ensemble réunit une dizaine de chanteurs professionnels qui se consacrent principalement au répertoire de la Renaissance. Elle forme avec son frère Emmanuel Barblan, Julie Demont et Alexandre Kunz le quatuor vocal Quatuor Barblan. Le couple Opienski-Barblan entretient des relations amicales avec le compositeur Ignacy Paderewski, ami de son compatriote Henryk Opienski. Lydia Opienska-Barblan est également active comme compositrice. Elle compose des mélodies sur des textes allemands, latins et français, réalise beaucoup d'accompagnements pour des chansons populaires qu'elle exécute en concert, et écrit des variations pour piano sur une mélodie engadinoise. Parallèlement, elle mène une carrière de cantatrice qui la conduit dans plusieurs pays européens et jusqu'à Saint-Pétersbourg.
Lydia Opienska-Barblan est la directrice de plusieurs chœurs : le chœur paroissial de Morges, les chœurs de dames de Yens et de Gimel. Elle fonde le chœur de dames les Mouettes à Morges et le dirige pendant trente ans. Elle est également très active comme pédagogue : elle enseigne la technique vocale orthophonique jusqu'à ses 90 ans. Elle siège de 1948 à 1960 au comité de la Société suisse de pédagogie musicale dont elle est membre d'honneur. L’État polonais lui décerne la Croix d'or du mérite et la France les Palmes académiques.
En 1968, Morges décerne la bourgeoisie d'honneur à Lydia Opienska-Barblan. Un fonds Lydia Opienska-Barblan a été créé à la Bibliothèque cantonale et universitaire de Lausanne.